# Piotr Majchrzak (samorządowiec)
Piotr Eugeniusz Majchrzak (ur. 1939) – polski samorządowiec i inżynier budownictwa, działacz opozycyjny w PRL, w latach 1990–1994 prezydent Piły.

## Życiorys
Z wykształcenia inżynier budownictwa, absolwent Politechniki Poznańskiej (1961). Zajmował stanowisko dyrektora zakładu „Inwestprojekt” w Pile, w 1981 utracił stanowisko wskutek sprzeciwu wobec internowania pracowników firmy w stanie wojennym. Później pracował m.in. jako biegły w zakresie szacowania wartości majątku oraz w Banku Gospodarstwa Krajowego w Pile. W 1990 wybrany do rady miejskiej Piły z ramienia Komitetu Obywatelskiego „Solidarności”. W kadencji 1990–1994 sprawował funkcję prezydenta miasta. Był pierwszym pokomunistycznym Prezydentem Piły. W 1998 i 2002 wybierano go do Rady Powiatu Pilskiego z ramienia lokalnego prawicowego ugrupowania, został następnie wiceprzewodniczącym Klubu Radnych Porozumienie. W 2006 bezskutecznie ubiegał się o reelekcję. W kolejnych latach nie był zaangażowany politycznie.
Od 1963 żonaty z Lidią z domu Sawicką (z tej racji w 2013 odznaczono ich Medalem za Długoletnie Pożycie Małżeńskie). Jego zięciem został Jacek Buszkiewicz, były prezes Sądu Rejonowego w Pile.